# Otto von Emmich

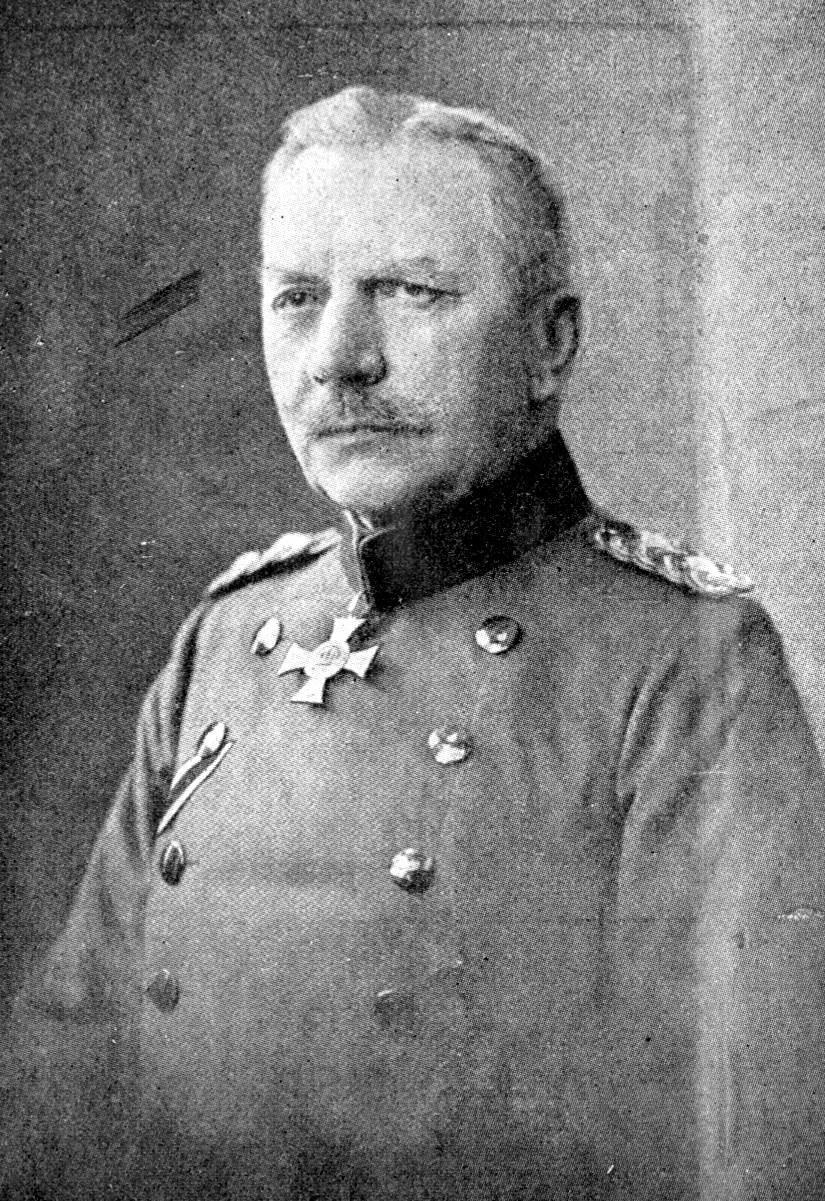
Otto von Emmich (um 1910)

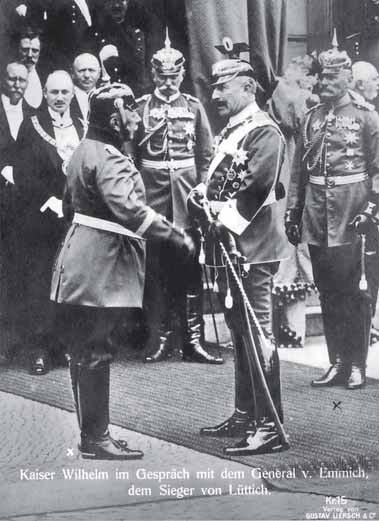
Wilhelm II. und Emmich bei der Einweihung des Neuen Rathauses in Hannover am 20. Juni 1913. Der Hinweis auf Emmich als Sieger von Lüttich in der Bildunterschrift ist ein späterer Zusatz.

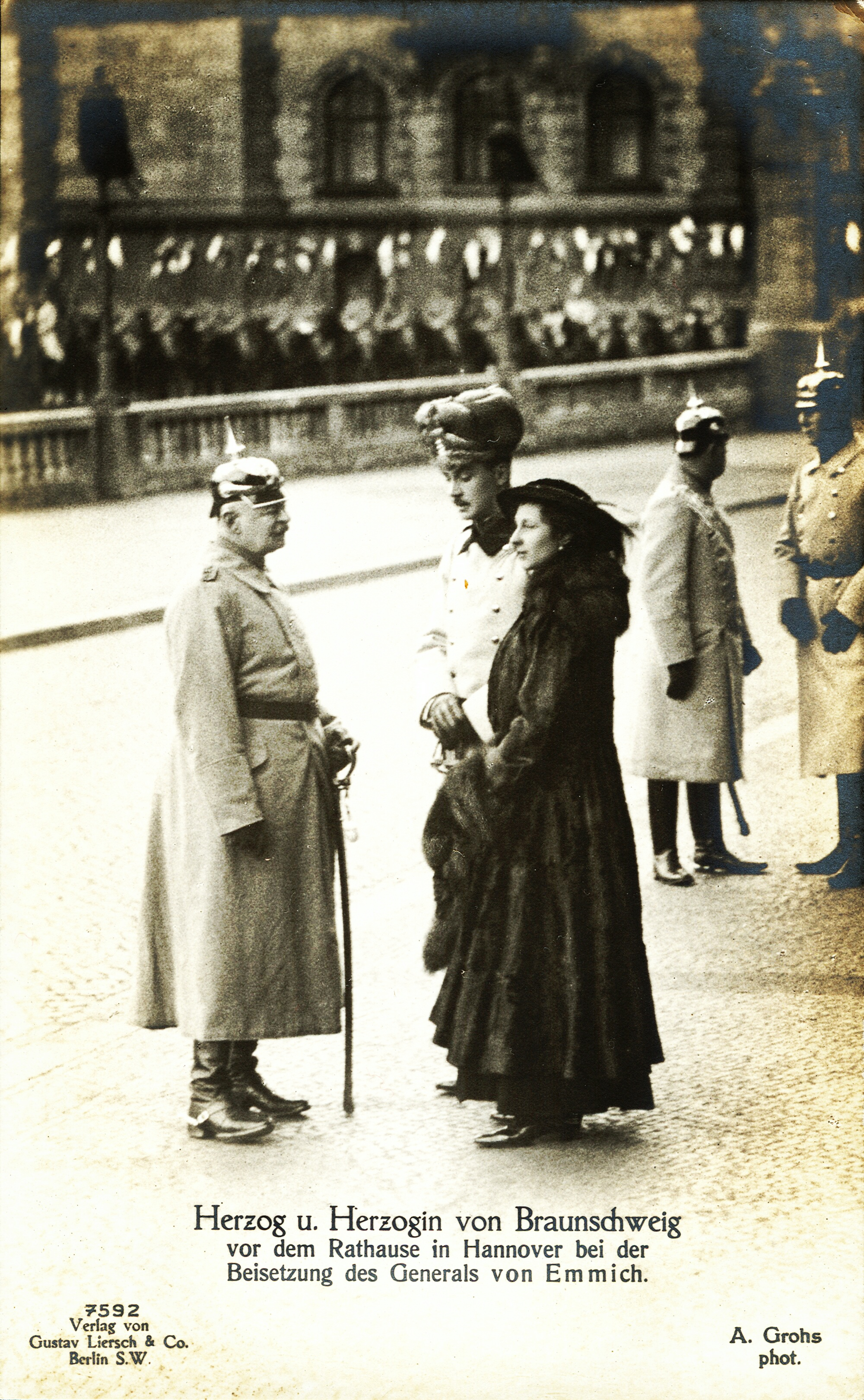
Anlässlich der Beisetzung Emmichs trafen sich 1915 auf dem Trammplatz vor dem „Rathause in Hannover“ unter anderem (von links): Großherzog August II. von Oldenburg, Herzog Ernst August III. von Hannover und seine Gemahlin, Herzogin Viktoria Luise;
sogenannte „Echtfoto-Ansichtskarte“ von Alfred Grohs aus dem Verlag Gustav Liersch & Co., Nummer 7592

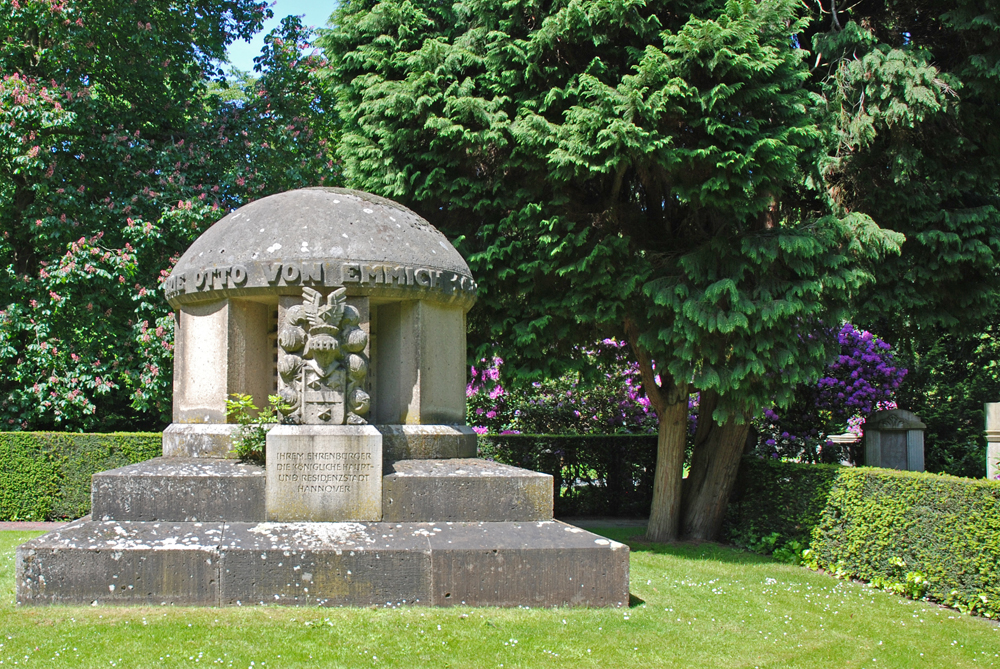
Das Ehrengrab des verstorbenen Otto von Emmich wurde von dem Architekten Paul Wolf gestaltet.

Albert Theodor Otto Emmich, ab 1912 von Emmich (* 4. August 1848 in Minden; † 22. Dezember 1915 in Hannover) war ein preußischer General der Infanterie.

## Leben

### Familie
Emmich war der Sohn eines Obersten. Er heiratete Elise Pauline Sophie (* 1855), eine Tochter des preußischen Generalmajors Karl von Graberg.

### Militärkarriere
Emmich trat nach seinem Abschluss am Mindener Gymnasium am 3. Juli 1866 als Fahnenjunker in das Infanterie-Regiment „Graf Bülow von Dennewitz“ (6. Westfälisches) Nr. 55 ein und nahm am Deutsch-Französischen Krieg teil. Am 18. Mai 1901 wurde er zum Generalmajor befördert, gleichzeitig übernahm er das Kommando über die 31. Infanterie-Brigade in Trier. Am 14. Februar 1905 folgte seine Beförderung zum Generalleutnant und am 22. Mai 1905 übernahm er die 10. Division in Posen. Am 29. Mai 1909 wurde er zum General der Infanterie befördert und gleichzeitig zum Kommandierenden General des X. Armee-Korps in Hannover ernannt.
Am 27. Januar 1912 wurde Emmich in Berlin in den preußischen Adelsstand erhoben.
Zu Beginn des Ersten Weltkriegs führte Emmichs Armeekorps im August 1914 die erste größere Aktion des Krieges mit dem Einmarsch ins neutrale Belgien und der Eroberung von Lüttich durch, wodurch dem nachrückenden deutschen Heer der Weg nach Frankreich freigemacht werden sollte. Dafür wurde ihm als erstem deutschen Offizier während des Krieges der Orden Pour le Mérite verliehen. Im September nahm sein Korps an der Schlacht an der Marne teil, anschließend begann der Stellungskrieg im Raum Reims. Im April 1915 erfolgte die Verlegung an die Ostfront und der Einsatz in der Schlacht von Gorlice-Tarnów.
Emmich verstarb im Dezember 1915 in Hannover an einer im Herbst im Felde zugezogenen Krankheit. Er wurde unter militärischen Ehren in Hannover beigesetzt.

## Orden und Ehrenzeichen
- Großkreuz des Roten Adlerordens
- Kronenorden I. Klasse
- Eisernes Kreuz (1870) II. Klasse
- Pour le Mérite am 7. August 1914 zusammen mit Erich Ludendorff für die Einnahme von Lüttich
  - Eichenlaub zum Pour le Mérite am 14. Mai 1915

## Ehrungen
- Ehrengrabmal, geschaffen von dem Architekten Paul Wolf
- Ehrenbürger der Stadt Hannover am 26. August 1915
- „Emmich-Denkmal“ auf der ostfriesischen Nordseeinsel Borkum, geschaffen von dem Bildhauer Arno Zauche
- „Emmichplatz“ in Hannover-Oststadt. Nachdem Historiker dargelegt hatten, „dass die deutschen Truppen unter Befehl von Emmichs Kriegsverbrechen begangen haben, darunter die Erschießung etlicher Zivilisten“, wurde der Platz 2019 umbenannt.[4][5][6]
- „Emmich-Cambrai-Kaserne“ in Hannover (bis 2018), ehemalige Offiziersschule des Heeres I und jetzige Schule für Feldjäger und Stabsdienst der Bundeswehr. Der Name der Kaserne ergab sich aus der Zusammenlegung der „Emmich-Kaserne“ und der „Cambrai-Kaserne“ zu einer Kaserne. 2018 wurde sie in Hauptfeldwebel-Lagenstein-Kaserne umbenannt.
- Eine „Emmichstraße“ gibt es in Berlin-Lankwitz, Gelsenkirchen, Gladbeck, Oberhausen, Pirmasens und Wuppertal-Vohwinkel. Zwischen 1915 und 1945 hieß ein Teilstück der Lütticher Straße in Aachen ebenfalls "Emmichstraße".
- Eine „Von-Emmich-Straße“ gibt es in Hildesheim und Konstanz. In Konstanz wurde allerdings im April 2012 beschlossen, die Straße umzubenennen, doch weigert sich die Verwaltung nach Bürgerprotesten, diese Umbenennung zu vollziehen[7]